# Tsadi
Tsadi (ץ,צ) är den artonde bokstaven i det hebreiska alfabetet. צ är standardformen, men bokstaven nedtecknas i slutet av ord som ץ.
ץ,צ har siffervärdet 90.